# Czesław Grajewski
Czesław Grajewski (ur. 1960) – polski muzykolog, kierownik Katedry Kultury Artystycznej i dyrektor Instytutu Historii Sztuki Uniwersytetu Kardynała Stefana Wyszyńskiego w Warszawie, redaktor naczelny czasopisma „Musica Ecclesiastica”.
Habilitował się w 2005; tytuł profesora w dziedzinie nauk humanistycznych uzyskał w 2015.